# Kyle Alexander
Kyle John Solomon Alexander (ur. 21 października 1996 w Scarborough) – kanadyjski koszykarz, występujący na pozycji silnego skrzydłowego, obecnie zawodnik Montakit Fuenlabrada.
W 2014 wziął udział w turniejach Nike Global Challenge, Adidas Nations, a w obu zajął szóste miejsce. Rok później wystąpił w meczu gwiazd kanadyjskich szkół średnich – BioSteel All Canadian.
W 2019 reprezentował Miami Heat, podczas rozgrywek letniej ligi NBA w Las Vegas i Sacramento.
19 października 2019 został zwolniony przez Miami Heat.
15 stycznia 2020 podpisał kolejną umowę z Miami Heat, tym razem zarówno na występy w NBA, jak i zespole G-League – Sioux Falls Skyforce.
23 sierpnia 2021 dołączył do Montakit Fuenlabrada.

## Osiągnięcia
Stan na 13 września 2023, na podstawie, o ile nie zaznaczono inaczej.

### NCAA
- Uczestnik rozgrywek:
  - Sweet 16 turnieju NCAA (2019)
  - II rundy turnieju NCAA (2018, 2019)
- Mistrz sezonu regularnego konferencji Southeastern (SEC – 2018)
- Zaliczony do I składu SEC Academic Honor Roll (2016)

### NBA
- Wicemistrz NBA (2020)

### Reprezentacja
- Brązowy medalista mistrzostw świata (2023)[6]